# Margaux Hemingway
Margaux Hemingway (Portland, Oregon, 16 de febrer de 1954 − Santa Monica, Califòrnia, 1 de juliol de 1996) va ser una supermodel i actriu estatunidenca.

## Orígens
Margot Louise Hemingway, va néixer a Portland (Oregon), i va ser la germana gran de l'actriu Mariel Hemingway i neta de l'escriptor Ernest Hemingway. Quan es va assabentar que va ser batejada com el vi Château Margaux, que els seus pares Puck i Jack Hemingway (fill major d'Ernest), estaven bevent la nit en què va ser concebuda, va canviar l'ortografia original de 'Margot' a 'Margaux' per fer-los coincidir. A més de Mariel, va tenir una altra germana, Joan. Va créixer en la granja del seu avi a Ketchum, Idaho. Va lluitar amb diversos trastorns, a més d'alcoholisme, incloent-hi la bulímia i l'epilèpsia.

## Els seus inicis com a model
Amb 1,80 m d'alçada, Margaux Hemingway va tenir èxit com a model, incloent-hi un contracte milionari per Fabergé com a imatge del perfum Babe en el decenni del 1970. El seu lucratiu contracte amb Fabergé va ser el primer contracte per un milió de dòlars atorgat a una model. També va aparèixer a les portades de Vogue, Elle, Cosmopolitan, Harper's Bazaar, i va aparèixer el 16 de juny 1975 en la portada de Time definida com una de les "noves belleses". L'1 de setembre 1975 va aparèixer en la portada d'American Vogue, en què defineixen Hemingway la nova supermodel de Nova York.
En el capítol d'E! True Hollywood Story dedicat a la vida de Margaux, el seu mentor i amic Zachary Selig va discutir la forma en què va ajudar a llançar la carrera primerenca de Hemingway amb el seu primer treball de comercialització i relacions públiques, a partir de la qual cosa es va convertir en una celebritat mundial. Selig la va introduir en el ioga i el kundaliní solar i el paradigma "Còdex Relaxatia" com a eines per a l'èxit i superar alguns dels seus trastorns mentals. Selig i Hemingway van passar un temps amb la família de Hemingway en la seva propietat de Ketchum, prop de Sun Valley, on tots dos estudiaven kundaliní solar, ioga i meditació. Margaux va continuar utilitzant aquestes tècniques de relaxació durant la resta de la seva vida.
Durant l'apogeu de la seva carrera com a model a finals del 1970, Margaux era una assídua concurrent de la discoteca Studio 54 -sovint en companyia de celebritats com Liza Minnelli, Halston, Bianca Jagger, Andy Warhol i Grace Jones. Va ser en aquests àmbits socials que Hemingway va començar a experimentar amb l'alcohol i les drogues.
Margaux va fer el seu debut en el cinema el 1976 en la pel·lícula de Lamont Johnson El pintallavis, al costat de la seva germana Mariel, amb catorze anys.

## Vida personal i posterior carrera laboral
El seu primer matrimoni, amb Errol Wetson, va acabar en divorci. Es van conèixer quan, als 19 anys, va acompanyar el seu pare al Plaza Hotel a Nova York en viatge de negocis. Quatre mesos més tard, es va traslladar des d'Idaho a Nova York per viure amb Wetson com a convidada a l'apartament de Selig, en el número 12 del carrer 72 Est, una residència que va ser propietat de l'hereva Gloria Vanderbilt. Va ser allí que Selig va fer presentacions socials i de negocis a Hemingway i als seus amics, com Marian McEvoy, editora de moda de Women's Wear Daily; el fotògraf Francesco Scavullo; el dissenyador Halston, Vogue, la revista editora de moda Francis Stein, i Jon Revson, el cosí de Selig. Revson, un descendent de la família Revson que va crear Revlon cosmètics, va declinar l'oferta de Selig perquè Hemingway donés suport a Revlon, mentre que més tard va signar amb Fabergé el salari més alt de la seva vida. Revson va anar a visitar Selig i Hemingway (amb la família de Hemingway a Ketchum, Idaho) per felicitar-la després que Hemingway aparegués en la portada de la revista Time al juny de 1975. Marion Macelvoy, ràpidament, va entrevistar Margaux en una festa donada per Selig, que va donar lloc a un article de portada i contraportada de Women's Wear Daily, que va llançar Hemingway a l'estrellat de la moda.
Aleshores, Hemingway es va casar amb el veneçolà Fauchier Bernard, i van viure a París durant un any. Margaux se'n va divorciar el 1985, després de sis anys. Igual que el seu avi, va experimentar episodis ocasionals de depressió clínica al llarg de la seva vida. Després d'un accident d'esquí el 1984, va guanyar 33 quilos i va caure en una forta depressió. El 1987, es va registrar en el Betty Ford Center. Hemingway va reaparèixer en la portada de la revista Playboy al maig de 1990, i li va demanar a Playboy que contractés Selig com a director creatiu del seu article de portada. Es va rodar a Belize.
Hemingway va experimentar drames familiars durant tota la seva vida. La seva relació amb la seva mare, Puck, va estar carregada de tensió, però es van reconciliar abans de la mort de Puck de càncer, el 1988. Margaux també va experimentar una forta competència amb la seva germana menor Mariel, que va rebre una major quantitat d'elogis per les seves interpretacions. En la dècada de 1990, Hemingway va continuar amb les acusacions que el seu padrí havia abusat d'ella quan era nena; el seu pare, Jack, i la seva madrastra, Ángela, ressentits per les acusacions, van deixar de parlar amb ella. Ángela va dir en la revista People: "Jack i jo no parlem amb Margaux durant dos anys. Margaux menteix constantment. Tota la família no té res a veure amb ella. Ella no és més que una dona enutjada."
Margaux es va anar guanyant la vida amb alguns papers en pel·lícules directes en el mercat de vídeo, autografiant les seves fotos nua en la revista Playboy, i promocionant una línia telefònica d'endevinació propietat d'Adiel Hemingway. Poc abans de la seva mort, fou escollida per presentar la sèrie d'aventura a l'aire lliure Wild Guide en Discovery Channel.

## Mort
L'1 de juliol de 1996, un dia abans de l'aniversari del suïcidi del seu avi, Margaux va ser trobada morta al seu apartament de Santa Mónica, Califòrnia, a 42 anys. Havia pres una sobredosi de fenobarbital, d'acord amb les conclusions del forense del comtat de Los Angeles un mes després. Encara que la seva mort va ser declarada un suïcidi, membres de la família discuteixen aquesta conclusió. Steve Crisman, l'espòs de Mariel Hemingway el 1996, va dir a la revista People d'aquest any: «Això va ser el millor que havia vist en anys. Ella havia tornat a ser la que era». No obstant això, en el programa Larry King Live del 22 de desembre 2005, Mariel va dir que ara accepta el fet que Margaux es va suïcidar. Les seves restes van ser incinerades i enterrades en el terreny de la família de Hemingway, al cementiri de Ketchum, Idaho.

## Filmografia
- El pintallavis (Lipstick) (1976)
- Killer Fish (1979)
- They Call Me Bruce? (1982)
- El pont de Brooklyn (Over the Brooklyn Bridge) (1984)
- Inner Sanctum (1991)
- Double Obsession (1992)
- Deadly Rivals (1993)
- Dangerous Cargo (1996)
- Vicious Kiss (1996)